# Mount Beowulf
Mount Beowulf ist ein 2100 m hoher Berg im ostantarktischen Viktorialand. In der Asgard Range ragt er an der Südostseite des Mime-Gletschers auf.
Der United States Geological Survey kartierte ihn anhand eigener Vermessungen im Jahr 1962 und Luftaufnahmen der United States Navy von 1947 bis 1959. Das New Zealand Antarctic Place-Names Committee benannte ihn 1983 nach dem Protagonisten des epischen Heldengedichts Beowulf.